# Сроки действия авторских прав

Карта сроков защиты авторского права в разных странах

Сроки действия авторских прав — сроки, установленные законами об авторских правах в разных странах, после которых не требуются разрешения авторов на копирование, публикование или использование той или иной авторской работы. Термины «копия» и «публикация» достаточно широки. Они охватывают копирование в электронном виде, создание телевизионных программ, основанных на авторской работе, и выставление работ в Интернете. Понятие «Период действия авторских прав» является условным, поскольку отдельные личные неимущественные права (моральные права) действуют бессрочно. Уже после перехода произведения в общественное достояние при его использовании должно указываться имя автора, и его авторство не должно присваиваться другими лицами, в произведение также не должны вноситься искажения, способные нанести ущерб чести и достоинству умершего автора. После смерти автора его имущественные права реализуют его наследники или иные правопреемники.
Защита авторских прав происходит автоматически после создания произведения. В некоторых странах постановка на учёт в ведомствах по авторскому праву имеет некоторые преимущества (например, возможность подать в суд, или получать больше денег в качестве возмещения ущерба от незаконного использования произведения).
Страны, присоединившиеся к Бернской Конвенции, Всемирной Конвенции об авторском праве, и Соглашению по торговым аспектам прав интеллектуальной собственности (ТРИПС), обязаны установить минимальные сроки охраны авторских прав не менее 50, 25 и 50 лет после смерти автора соответственно. Для стран-членов Европейского Союза установлен срок защиты авторских прав не менее 70 лет после смерти автора.

## История

График, показывающий развитие защиты авторского права в США.

После введения в обиход понятия «авторское право» и появления технических средств для копирования произведений исключительное авторское право (копирайт) охранялось вечно. Продав своё произведение, автор терял на него права, издатель же приобретал бессрочное право на копирование и распространение купленного произведения. С принятием в Англии в 1710 году первого закона об авторском праве, Статута королевы Анны, было введено ограничение, устанавливающее баланс между экономическими интересами автора и издателя с общественными интересами. С принятием Статута королевы Анны исключительное авторское право длилось в течение 14 лет с момента создания произведения. Потом автор мог продлить указанное право ещё на 14 лет, после чего произведение переходило безвозвратно в общественное достояние.
В 1790 году в соответствии с законом США об авторских правах, все частные копирайтные законы штатов были вытеснены, а в 1831 году максимальный период действия авторского права в США был изменён с 28 до 42 лет — посредством повышения начального срока с 14 до 28 лет и правом продления ещё на 14 лет.
С течением времени срок охраны исключительных прав постепенно увеличивался. Бернская конвенция, которая легла в основу нового международного законодательства об авторском праве установила срок охраны исключительного права на произведение — не менее всей жизни автора + 50 лет с момента его смерти. В то же время конвенция также содержала положение, по которому в национальном законодательстве договаривающихся государств могут предусматриваться более длительные сроки охраны. Большинство стран уже сделали это.
В 1976 году с принятием американского Закона о Копирайте корпорации издателей срок охраны исключительных авторских прав на все корпоративные авторские произведения увеличился до 75 лет с момента смерти автора. В 1998 году по Закону Сонни Боно (CTEA или Закон о Микки-Маусе) срок действия имущественных авторских прав в США был опять продлён до смерти автора и плюс 70 лет после смерти, в отношении корпоративных произведений — до смерти последнего из авторов плюс 95 лет. Закон повлиял на сроки действия копирайта для защищённых копирайтом работ, опубликованных до 1 января 1978 года, увеличив их на 20 лет, продлив срок охраны таких произведений до 2047 года.

Страны, подписавшие Бернскую конвенцию

Вслед за США увеличивались сроки охраны авторских прав и в других странах. Так в Мексике срок охраны в настоящее время составляет 100 лет со смерти автора, а в Гондурасе и Кот-д’Ивуар — 75 лет.
До присоединения к Бернской конвенции авторское право США не имело норм на личные неимущественные права авторов (moral rights). После присоединением в 1988 году к Бернской конвенции в 1990 году Конгресс США принял поправки к Закону об авторских правах в виде отдельного нормативного акта — the Visual Artists Rights Act (VARA). США выполнили международные обязательства, предоставив минимальный набор прав, установленных Бернской конвенцией, минимально возможной категории авторов — только создателям работ изобразительного искусства. Продолжительность этих прав ограничивается сроком жизни автора. Предоставив личные неимущественные права авторам изобразительного искусства, Закон США установил, что эти работы не включают служебные произведения (англ. works made for hire). Таким образом, в настоящее время, авторы (работодатели) и создатели (работники) служебных произведений в США не имеют личных неимущественных прав.
В соответствии с современным законодательством срок охраны исключительных прав на произведения, в том числе созданные в соавторстве либо обнародованные после смерти автора, должны быть не ниже сроков, установленных Бернской и Римской конвенциями, а также принятой на их основе Соглашением ТРИПС.
В Бернской Конвенции предусматривается продолжительность срока охраны авторских прав — все время жизни автора плюс как минимум 50 лет после его смерти. Для некоторых категорий произведений, минимальная продолжительность защиты короче. Например, минимальный срок для прикладного искусства составляет 25 лет. Фильмы имеют минимальный срок 50 лет.
Государства-члены Европейского Союза, следуя директиве ЕС, увеличили срок защиты — срок жизни автора и 70 лет после его смерти. Расширение срока применяется и задним числом. Произведения, которые оказались в общественном достоянии, поскольку автор умер 50 лет назад, получили дополнительно двадцать лет защиты.
Большинство европейских стран, с другой стороны, следуют принципу, что авторско-правовая охрана предоставляется автоматически с момента создания произведения. Этот принцип впервые был заложен в Бернской Конвенции (1886). Бернская Конвенция, в частности, запрещает (статья 5), в странах-членах конвенции требовать каких-либо дополнительных формальностей для получения защиты авторских прав.

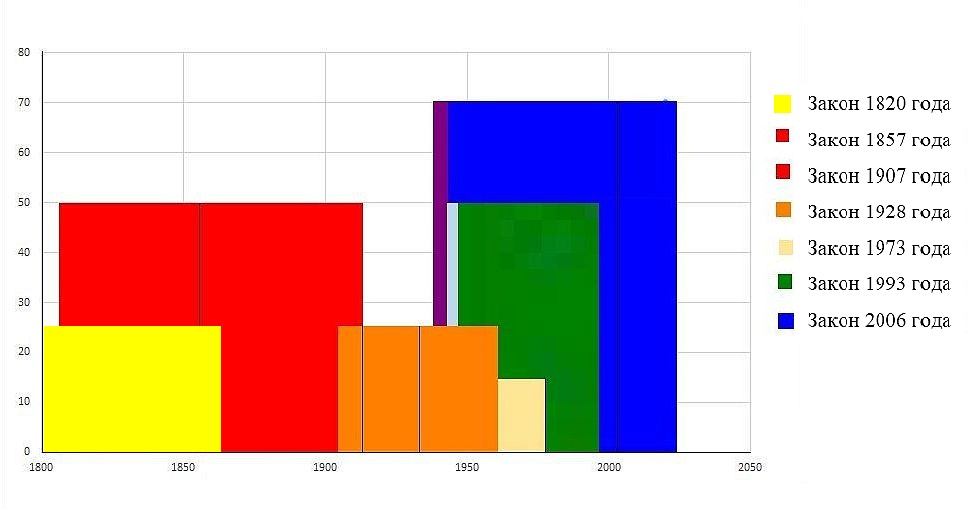
График, показывающий сроки защиты авторского права в России при действии разных законов

В 1989 году Бернская Конвенция вступила в силу в США, и с этого момента авторы автоматически получили авторские права на свои произведения. Несмотря на это требование для регистрации не было упразднено полностью. Для того, чтобы начать судебный процесс против нарушителей прав произведение должно быть зарегистрировано. Регистрация даёт возможность получить с нарушителя статутные убытки, а не только реальный ущерб.
В России с XIX века срок охраны авторских прав также неоднократно менялся. Гражданский кодекс РСФСР от 1964 года (редакция 1974 года) установил срок авторского права — в течение всей жизни автора и 25 лет после смерти, считая с 1 января года, следующего за годом смерти автора. Статья 498 ГК РСФСР устанавливала, что авторское право организации действует бессрочно.
В настоящее время, в соответствие с действующей нормой ст. 1281 ГК РФ исключительное право на произведение действует в течение всей жизни автора и 70 лет, считая с 1 января года, следующего за годом смерти автора, а в случае если произведение было опубликовано анонимно или под псевдонимом, срок действия исключительного права истекает через 70 лет, считая с 1 января года, следующего за годом его правомерного обнародования.
Федеральный закон № 231-ФЗ от 18.12.2006 «О введении в действие части четвёртой Гражданского кодекса Российской Федерации» установил срок охраны исключительных прав также и на произведения, созданные во время существования СССР. По ст.6 № 231-ФЗ 70-летний срок охраны прав применяется и тогда, когда 50-летний срок действия авторского права или смежных прав не истёк к 1 января 1993 года, а исключительное авторское право юридических лиц, возникшее до 3 августа 1993 года, то есть до вступления в силу Закона Российской Федерации от 9 июля 1993 года N 5351-1 «Об авторском праве и смежных правах», прекращается по истечении 70 лет со дня правомерного обнародования произведения, а если оно не было опубликовано — со дня создания произведения.
В большинстве стран срок действия авторского права зависит от продолжительности жизни автора. После того, как он умрёт, его авторское право продлится ещё как минимум на 50 лет. В большинстве стран этот срок составляет 70 лет после смерти автора.
Произведение охраняется авторским правом, если это литературное или художественное произведение. Это довольно широкое выражение, поэтому практически все произведения защищены авторским правом. следует также иметь в виду, что авторское право защищает только конкретное выражение идеи, а не саму идею.
В некоторых странах предусматриваются специальный режим защиты для «коллекции фактов», которые называются «базами данных», но этот режим не имеет ничего общего с авторским правом.

## Сокращения

Символ авторского права

- 0, Нет авторских прав = не защищены авторским правом;
- Жизнь + XX лет =, охраняемые авторским правом в срок жизни авторов плюс XX лет после их смерти;
- XX лет после публикации, создания и др. = на XX лет с момента публикации, создания и др., работ;
- До конца года = защищённые авторским правом до конца календарного года, то есть 31 декабря;
- Berne = Страна подписала Бернскую Конвенцию, см. Berne в „странах …“ столбцах;
- TRIPS = соглашение по торговым аспектам прав интеллектуальной собственности (TRIPS) представляет собой международное соглашение, администрируемое Всемирной торговой организацией (ВТО), которая устанавливает минимальные стандарты для многих форм интеллектуальной собственности (ИС) применительно к гражданам других стран-членов ВТО;
- WCT = Всемирная организация интеллектуальной собственности по авторскому праву, (договор ВОИС по авторскому праву или ДАП), является международным договором по авторскому праву, принятые государствами-членами Всемирной организации интеллектуальной собственности WIPO (ВОИС) от 1996 года.

## Таблица
| Страны, районы и юридические лица                                                   | Сроки защиты после смерти автора. | Сроки, основанные на дате публикации | До конца года? |
| ----------------------------------------------------------------------------------- | --- | --- | --- |
| Афганистан                                                                          | Годы жизни + 50 лет | 50 лет с даты публикации (анонимный автор или под псевдонимом) 50 лет с даты публикации (публикация после смерти автора) 50 лет с даты публикации (аудиовизуальные работы) 50 лет с даты публикации (фотографии, живопись) 50 лет с создания (фонограммы) | Да (Афганский календарь) |
| Албания                                                                             | Годы жизни + 70 лет:Art. 17 | 70 лет с публикации (анонимный автор или под псевдонимом):Art. 18 70 лет с даты публикации; 70 лет с создания, если работа не опубликована (фотографии или аудиовизуальные работы) 25 лет с создания (произведения декоративно-прикладного искусства):Art. 20 | Да:Art. 21 |
| Алжир                                                                               | Годы жизни + 50 лет (кроме работ в соавторстве):Art. 54 | 50 лет с даты публикации; 50 лет с создания, если произведение не опубликовано(коллективные работы, анонимный автор или под псевдонимом, аудиовизуальные работы, посмертные работы):Arts. 56–58, 60 50 лет с создания (фотографии или работы в области искусства:Art. 59 | Да:Arts. 54, 56–58, 60 |
| Андорра                                                                             | Годы жизни + 70 лет:Art. 18(1), (4) | 70 лет с даты публикации; 70 лет с даты создания, если нет публикации (коллективные работы с неизвестным авторством):Art. 18(3) 70 лет с публикации (анонимный автор или под псевдонимом):Art. 18(5) | Да:Art. 18(8) |
| Ангола                                                                              | Годы жизни + 50 лет Годы жизни + 25 лет (фотографии) | Да | |
| Ангилья                                                                             | Годы жизни + 50 лет | 50 лет со смерти автора или последнего соавтора. | |
| Антигуа и Барбуда                                                                   | Годы жизни + 50 лет:s. 10(1) | 50 лет с публикации; 50 лет с даты создания, если не опубликовано (анонимный автор или под псевдонимом, компьютерные программы, звукозаписи или фильмы):s. 10(2), (4), 11(1) 50 лет с даты создания;:s. 12(1) 25 лет с даты публикации (типографское издание):s. 13 | Да:s. 10(1), 10(2), (4), 11(1), 12(1), 13 |
| Аргентина                                                                           | Годы жизни + 70 лет:Art. 5 | 50 лет с публикации (анонимные интеллектуальные произведения, принадлежащие учреждениям, корпорациям или юридическим лицам):Art. 8 Фонограммы: 70 лет с первой публикации. Фотографии: 20 лет с первой публикации. | Да |
| Армения                                                                             | Годы жизни + 70 лет:Art. 37 | 70 лет с публикации (анонимный или под псевдонимомs):Art. 37 | Да:Art. 37 |
| Аруба                                                                               | Годы жизни + 50 лет(wikisource) | | |
| Австралия (включая внешние территории)                                              | Годы жизни + 70 лет:s. 33 [Годы жизни + 50 лет (умершие до 1955 года)] | 70 лет с публикации(звукозаписи, фильмы):s. 93, 94 50 лет после создания (теле и звуковое вещание):s. 95 25 лет с публикации (типографские издания):s. 96 [50 лет с публикации (фотографии, с 1 января 2005 года)] | Да:ss. 93–96 |
| Австрия                                                                             | Годы жизни + 70 лет:§ 60, 62 | 70 лет с даты публикации; 70 лет с создания, если произведение не опубликовано (аноним или под псевдонимом):§ 61 | Да:§ 64 |
| Азербайджан                                                                         | Годы жизни + 50 лет (кроме посмертной работы опубликованной в первый раз в течение 30 лет):Art. 25(1), (2) | 50 лет с публикации (анонимный или под псевдонимом; кроме посмертной работы опубликованной в первый раз в течение 30 лет):Art. 25(2), 26(1), (3) | Да:Art. 25(1), (2), 26(1), (3) |
| Багамские острова                                                                   | Berne (В Бернской Конвенции говорится, что все произведения, за исключением фотографических и кинематографических должны быть защищены авторским правом в течение как минимум 50 лет после смерти автора, но стороны вправе предусмотреть более длительные сроки) | | |
| Бахрейн                                                                             | Годы жизни + 50 лет (кроме посмертной работы):Art. 31(1) | 50 лет с даты публикации(фильмы, художественные работы, декоративно-прикладное искусство, фотографии; анонимный автор или под псевдонимом):Art. 31(2)(a–d) 40 лет с публикации или 50 лет от завершения работы, в зависимости от того, что наступит раньше:Art. 31(3) | |
| Бангладеш                                                                           | Годы жизни + 50 лет | | |
| Барбадос                                                                            | Годы жизни + 50 лет:s. 10(1) | 50 лет с публикации (анонимный автор или под псевдонимомs):s. 10(3) 50 лет с даты создания:s. 10(4) 50 лет с публикации; 50 лет с создания если не опубликована (фильмы, звукозаписи):s. 11 50 лет с создания (вещание); 50 лет:s. 12 25 лет с публикации (типографское издание):s. 13 | Да:ss. 10–13 |
| Беларусь                                                                            | Годы жизни + 50 лет:Art. 22(1) | 50 лет с публикации, если не опубликована — 50 лет с создания (анонимный или под псевдонимомs):Art. 22(2) 50 лет с фиксации (исполнения):Art. 38(1) 50 лет с публикации, если не опубликовано — 50 лет с даты фиксации (фонограммы):Art. 38(2) 50 лет от первой передачи в эфире или по кабельному телевидению:Art. 38(3) | Да:Arts. 22(4), 38(4) |
| Бельгия                                                                             | Годы жизни + 70 лет | | |
| Белиз                                                                               | Годы жизни + 50 лет | 50 лет с публикации (анонимный или под псевдонимом) 50 лет с публикации (звукозапись или фильм) 50 лет с публикации | Да |
| Бенин                                                                               | Годы жизни + 50 лет | | |
| Бермуды                                                                             | Годы жизни + 50 лет | | |
| Подписавшие Бернскую конвенцию об охране литературных и художественных произведений | Годы жизни + 50 лет Подписавшие стороны могут устанавливать более длительные сроки. | 50 лет с публикации или 50 лет с создания (кино) 50 лет с публикации (анонимный автор или под псевдонимомs) 25 лет с создания (фотографии) Подписавшие стороны могут устанавливать более длительные сроки. | Да |
| Бутан                                                                               | Годы жизни + 50 лет | | |
| Боливия                                                                             | Годы жизни + 50 лет | | |
| Босния и Герцеговина                                                                | Годы жизни + 70 лет | | |
| Ботсвана                                                                            | Berne, TRIPS, WCT | | |
| Бразилия                                                                            | Годы жизни + 70 лет:art. 41 | 70 лет от раскрытия информации (аудиовизуальные и фотографические произведения):art. 44 | Да:arts. 41, 44 |
| Бруней                                                                              | Годы жизни + 50 лет | | |
| Болгария                                                                            | Годы жизни + 70 лет (EU) | | |
| Буркина-Фасо                                                                        | Годы жизни + 70 лет | | |
| Бурунди                                                                             | Годы жизни + 50 лет | 50 лет с публикации (фонограммы) | |
| Камбоджа                                                                            | Годы жизни + 50 лет | | |
| Камерун                                                                             | Годы жизни + 50 лет | | |
| Канада                                                                              | Годы жизни + 50 лет | 50 лет с публикации или 75 лет с даты создания, берётся более короткий срок (анонимный автор). 70 лет с даты публикации (звукозапись или исполнение) | Да |
| Кабо-Верде                                                                          | Годы жизни + 50 лет | | |
| Каймановы Острова                                                                   | Неизвестно | | |
| Центральноафриканская Республика                                                    | Berne, TRIPS | | |
| Чад                                                                                 | Berne, TRIPS | | |
| Чили                                                                                | Годы жизни + 70 лет | | |
| Китайская народная республика. Китай                                                | Годы жизни + 50 лет | 50 лет с публикации, если не опубликована, 50 лет с создания работы (фильмы или фотографии) | Да |
| Колумбия                                                                            | Годы жизни + 80 лет:Art. 21 | 80 лет с публикации (фильмы):Art. 37 | Да:Art. 28 |
| Коморы                                                                              | Berne | | |
| Демократическая Республика Конго (Заир)                                             | Berne, TRIPS | | |
| Республика Конго                                                                    | Годы жизни + 50 лет | | |
| Коста Рика                                                                          | Годы жизни + 70 лет | | |
| Кот-д’Ивуар                                                                         | Годы жизни + 99 лет (кроме посмертных произведений, опубликованных в этот период):Art. 45(1) | 99 лет с публикации (фотографии, аудиовизуальные работы или произведения прикладного искусства; анонимный или под псевдонимом):Art. 45(3)(a–c) | Да:Art. 45 |
| Хорватия                                                                            | Годы жизни + 70 лет | | |
| Куба                                                                                | Годы жизни + 50 лет | | |
| Кюрасао                                                                             | Годы жизни + 50 лет | | |
| Республика Кипр                                                                     | Годы жизни + 50 лет (EU, WCT) | | |
| Греция                                                                              | Годы жизни + 70 лет:Art. 27(1) | 70 лет с публикации (анонимные работы):Art. 27(3) | Да:Art. 27(7) |
| Дания                                                                               | Годы жизни + 70 лет | 70 лет после смерти владельца авторских прав. Примеры охраняемых произведений: литература, музыка, театр, кино, изобразительное искусство — в том числе фотография, архитектура, декоративно-прикладное искусство и компьютерные программы. Авторское право действует с момента создания произведения. Защита не зависит от вида регистрации. | |
| Джибути                                                                             | Годы жизни + 50 лет:Art. 12 | 50 лет с даты создания (фильмы):Art. 15 25 лет с даты создания (фотографии или работы декоративно-прикладного искусства):Art. 16 | Да:Art. 65 |
| Доминика                                                                            | Годы жизни + 70 лет | | |
| Доминиканская республика                                                            | Годы жизни + 50 лет | | |
| Эквадор                                                                             | Годы жизни + 70 лет | | |
| Египет                                                                              | Годы жизни + 50 лет | | |
| Сальвадор                                                                           | Годы жизни + 50 лет | | |
| Экваториальная Гвинея                                                               | Berne | | |
| Эритрея                                                                             | Последние Годы жизни + 0 лет или 50 лет с даты публикации | | |
| Эстония                                                                             | Годы жизни + 70 лет (EU):§ 38(1) | 70 лет с публикации (анонимный или под псевдонимом):§ 40 | Да:§ 43 |
| Эфиопия                                                                             | Годы жизни + 50 лет | | |
| Члены Европейского Союза                                                            | Годы жизни + 70 лет:Art. 1 (1) | 70 лет с даты публикации, если не опубликована, 70 лет с даты создания (анонимные работы). Год исчисляется с 1 января года, следующего за событием (созданием произведения) (art.3).):Art. 1 (3), (6) | Да:Art. 8 (1) |
| Фиджи                                                                               | Годы жизни + 50 лет | | |
| Финляндия                                                                           | Годы жизни + 70 лет | 50 лет с публикации (звукозапись, теле и радиовещание):Arts. 46, 48 50 лет с создания (фотографии):Art. 49a | Да:Art. 43 |
| Франция                                                                             | Годы жизни + 70 лет (кроме посмертных произведений, опубликованных после этого срока):Arts. L123-1, L123-2 Следующие дополнения к ранее принятым срокам защиты авторского права применяются ко всем произведениям. Французский Кассационный суд признал, что сроки надо заменить на более поздние, тем самым ограничивая срок действия авторских прав на годы жизни + 70 лет. + 6 лет 152 дней для музыкальных работ, опубликованных до 1920 года:Art. L123-8 + 8 лет и 120 дней для музыкальных работ, опубликованных до 1947 года:Art. L123-9 + 30 лет для всех работ, если автор умер:Art. L123-10                                                        | 70 лет с даты публикации (автор под псевдонимом, анонимный или коллективная работа):Art. L123-3 25 лет с даты публикации (посмертные произведения):L123-4 | Да:Arts. L123-1, L123-3, L123-4, but not Arts. L123-8 or L123-9                                                                                        |
| Габон                                                                               | Berne, TRIPS, WCT | | |
| Гамбия                                                                              | Годы жизни + 50 лет | | |
| Грузия                                                                              | Годы жизни + 70 лет | | |
| Германия                                                                            | Годы жизни + 70 лет | 25 лет от первого издания или первого публичного исполнения, если срок действия авторских прав истёк до опубликования или использования, или если работа не была выполнена в Германии и автор умер — более 70 лет с даты первой публикации | Да |
| Гана                                                                                | Годы жизни + 70 лет | | |
| Греция                                                                              | Годы жизни + 70 лет:Arts. 29, 31(3) | 70 лет с публикации (анонимный автор или под псевдонимомs):Art. 31(1) | Да:Arts. 29, 31 |
| Гренада                                                                             | Berne, TRIPS | | |
| Гватемала                                                                           | Годы жизни + 75 лет:Art. 43 | 75 лет с публикации, если произведение не опубликовано — 75 лет с даты создания(программы, соавторство; анонимный автор или под псевдонимом; аудиовизуальные работы):Arts. 44, 45, 47 | Да:Art. 48 |
| Гвинея                                                                              | TRIPS, WCT | | |
| Гвинея-Бисау                                                                        | Berne, TRIPS | | |
| Гайана                                                                              | Годы жизни + 50 лет | | |
| Гаити                                                                               | Berne, TRIPS | | |
| Гондурас                                                                            | Годы жизни + 75 лет | 70 лет с публикации, если не опубликовано — 50 лет, 70 лет с создания(работы декоративно-прикладного искусства, фотографии) | Да |
| Гонконг                                                                             | Годы жизни + 50 лет (литература, драма, музыка или худож. работы неизвестных авторов):s. 17(2) Годы жизни + 50 лет (фильм):s. 19 | 50 лет с публикации, если не опубликовано — 50 лет с даты создания (литература, драма, музыка неизвестных авторов):s. 17(3) 50 лет с публикации, если произведение не опубликовано — 50 лет с создания (звукозапись):s. 18 50 лет с даты создания (вещание);:s. 20 25 лет с даты публикации (типографское издание):s. 21 | Да:s. 17, 18, 20, 21 |
| Венгрия                                                                             | Годы жизни + 70 лет:s. 31(1)(2) Если несколько авторов — годы жизни последнего из живущих соавторов + 70 лет:s. 31(4) | 70 лет считая с первого дня года, следующего за первым обнародованием произведения в случае, если автор неизвестен. Однако, если автор станет известен в течение этого периода времени, то срок охраны исчисляется как если бы личность автора была бы известна.:s. 31(3) 70 лет считая с первого дня года, следующего за первой публикацией коллективной работы или кинематографического произведения.:s. 31(5)(6) 25 лет с первого дня года, следующего за первой публикацией, если защита авторских прав проводится в соответствии с имущественным правом. Автором должно быть лицо, которое после истечения срока охраны или срока установленного в срок охраны с даты первого дня года, следующего за годом смерти автора, если автор умирает последним или соавтор публикует произведение в соответствии с законом.:s. 31(7), 32 | Да:s. 31(2) |
| Исландия                                                                            | Годы жизни + 70 лет | | |
| Индия                                                                               | Годы жизни + 60 лет (кроме посмертных работ):s. 22 | 60 лет с даты публикации (посмертные произведения, фотографии, фильмы, звукозаписи, работы госпредприятий и международных организаций):ss. 24–27, 28A, 29 | Да:ss. 22, 24–27, 28A, 29 |
| Индонезия                                                                           | Годы жизни + 50 лет Годы жизни+70 лет | 70 лет — продолжительность защиты авторских прав автора для книг | |
| Иран                                                                                | Годы жизни + 50 лет | 30 лет с публикации (фильмы, фотографии) | |
| Ирак                                                                                | Годы жизни + 50 лет | 5 лет с даты публикации (фотографии) | |
| Ирландия                                                                            | Годы жизни + 70 лет | | |
| Израиль                                                                             | Годы жизни + 70 лет | 50 лет с даты публикации (фотографии, созданные по май 2007 года) | Да |
| Италия                                                                              | Годы жизни + 70 лет Годы жизни + 50 лет :Art. 25 | 70 лет с даты публикации (анонимный автор или под псевдонимом):Art. 27 20 лет с публикации (авторское право государства, провинций, коммун, академий, общественных культурных организаций или частных некоммерческих юридических лиц) | Да:s. 25, s. 32ter |
| Ямайка                                                                              | Годы жизни + 95 лет | | |
| Япония                                                                              | Годы жизни + 50 лет:Art. 51(2) | 70 лет с публикации, если произведение не опубликовано — 70 лет с создания (кино):Art. 54(1) 50 лет с публикации, если не опубликовано — 50 лет с даты создания:Art. 53(1) | Да:Art. 57 |
| Иордания                                                                            | Годы жизни + 50 лет | | |
| Казахстан                                                                           | Годы жизни + 70 лет | | |
| Кения                                                                               | Годы жизни + 50 лет (литература, музыка, фотографии):s. 23(2)1 | 50 лет с даты создания или публикации (аудио, видео, фотографии):s. 23(2) | Да:s. 23 |
| Кирибати                                                                            | Годы жизни + 50 лет | | |
| Республика Косово                                                                   | Годы жизни + 70 лет | 70 лет с публикации (анонимный автор или под псевдонимом) 70 лет от года смерти автора или с года смерти последнего соавтора. 70 лет после обнародования коллективной работы. | Да |
| КНДР (Корейская Народно-Демократическая Республика)                                 | Годы жизни + 50 лет (Berne) | Произведения, автором которых является «учреждение, предприятие или организация», 50 лет после публикации | |
| Республика Корея                                                                    | Годы жизни + 70 лет:Art. 36 | 70 лет с публикации, если не опубликовано — 70 лет с создания:Art. 38 | Да:Art. 40 |
| Кувейт                                                                              | TRIPS | | |
| Киргизия                                                                            | Годы жизни + 50 лет | | |
| Лаос                                                                                | Годы жизни + 50 лет.[Note 9] | 50 лет после создания. Также: - Анонимный автор или под псевдонимом: 50 лет с даты создания или публикации; - Фильмы: 50 лет с даты создания; - Прикладное искусство: 25 лет с даты создания; - Фонограммы, радиовещание: 50 лет с даты использования, фиксации. | |
| Латвия                                                                              | Годы жизни + 70 лет:Art. 36 Годы жизни + 50 лет | 70 лет с даты публикации (анонимный или под псевдонимом) | Да:Art. 38 |
| Ливан                                                                               | Годы жизни + 50 лет | - - 50 лет после правомерного публикования; 50 лет после создания работы. - личные неимущественные права: бессрочно - экономические права: 50 лет с даты создания. - права вещательных организаций: 20 лет после даты первого вещания. | |
| Лесото                                                                              | Годы жизни + 50 лет | | |
| Либерия                                                                             | Годы жизни + 50 лет | | |
| Ливия                                                                               | Годы жизни + 25 лет с 50-летним минимумом (по состоянию на 1968 год; но могут меняться) | | |
| Лихтенштейн                                                                         | Годы жизни + 70 лет Годы жизни + 50 лет | | |
| Литва                                                                               | Годы жизни + 70 лет Годы жизни + 50 лет | | |
| Люксембург                                                                          | Годы жизни + 70 лет Годы жизни + 50 лет | | |
| Макао (b)                                                                           | Годы жизни + 50 лет:Art. 21(1) | 50 лет с даты публикации (анонимный автор):Art. 23 50 лет с публикации (аудио, видео):Art. 106 25 лет от даты завершения (произведения прикладного искусства и фотографические произведения):Arts. 148 & 155 | Да:Art. 21(3) |
| Северная Македония                                                                  | Годы жизни + 70 лет | | |
| Мадагаскар                                                                          | Годы жизни + 70 лет | | |
| Малави                                                                              | Годы жизни + 50 лет | | |
| Малайзия                                                                            | Годы жизни + 50 лет | Находятся под защитой произведения литературы, музыки, художественные работы после 50 лет после смерти автора. Если работа опубликована после смерти автора, возможно продление срока защиты ещё на 50 лет | |
| Мальдивы                                                                            | Годы жизни + 50 лет с даты смерти. | | |
| Мали                                                                                | Годы жизни + 50 лет | | |
| Мальта                                                                              | Годы жизни + 70 лет | | |
| Маршалловы острова                                                                  | 0, нет закона об авторских правах. В настоящее время республика Маршалловы острова не является членом ни одной международной конвенции по авторским правам | 0, нет закона. | |
| Мавритания                                                                          | Berne, TRIPS | | |
| Маврикий                                                                            | Годы жизни + 50 лет | | |
| Мексика                                                                             | Годы жизни + 100 лет (начиная с 23 июля 2003 года не задним числом) [Годы жизни + 75 лет (начиная с 23 июля 2003 года, применимо для умерших до 23 июля 1928 года)] [Годы жизни + 50 лет (до изменения закона 1 января 1994 года, применимо для умерших до 1 января 1944 года)] | - 75 лет с даты фиксации, записи или первого исполнения. - 50 лет с первой публикации книги, записи или исполнения. | |
| Микронезия                                                                          | Годы жизни + 50 лет | | |
| Молдавия                                                                            | Годы жизни + 70 лет | | |
| Монако                                                                              | Годы жизни + 50 лет | | |
| Монголия                                                                            | Срок охраны авторских прав: - исполнителям — 50 лет с момента, когда исполнение, запись исполнения или постановка были сделаны. - производителям фонограмм — 50 лет со дня опубликования, а если нет публикации, то начиная с даты первой записи фонограммы. | | Срок действия прав в отношении прав вещательных организаций длится в течение 50 лет с 1 января года, следующего за годом, когда состоялся первый эфир. |
| Черногория                                                                          | Годы жизни + 70 лет | | |
| Марокко                                                                             | Годы жизни + 50 лет | 70 лет после публикации; моральные права вечны. 70 лет для исполнительских прав 70 лет для вещателей: если законная публикация имела место в течение 50 лет после создания произведения, то авторское право длится 70 лет после создания работы. | |
| Мозамбик                                                                            | Годы жизни + 70 лет | | |
| Мьянма                                                                              | TRIPS | | |
| Намибия                                                                             | Годы жизни + 50 лет (кроме посмертных произведений):s. 3(2)(a) | 50 лет с публикации(посмертные произведения):s. 3(2)(a) 50 лет с публикации, если не опубликовано — 50 лет с даты создания (фильмы, фотографии и компьютерные программы):s. 3(2)(b) | Да:s. 3 |
| Науру                                                                               | Годы жизни + 50 лет:s. 2(3), s. 3(4) | 50 лет после создания (звукозапись),:s. 12(3) фильмы:s. 13(3)(b) (кроме киножурналов или под регистрацией фильмов Act 1938),:Second телевидение и звуковое (радио) вещание,:s. 14(2) фотографии,:s. 3(4)(b) engravings,:s. 3(4)(a) литература, драма и музыкальные работы:s. 2(3) (литература, драма и музыкальные работы):Second Schedule 25 лет после публикации (литература, драма или музыка):s. 15(2) 50 лет после события (кадры кинохроники):s. 13(8) 50 лет после смерти последнего автора (работы в соавторстве):Third Schedule | Да |
| Непал                                                                               | Годы жизни + 50 лет | 25 лет с создания (декоративно-прикладное искусство, фотографии) | |
| Нидерланды                                                                          | Годы жизни + 70 лет | 70 лет с публикации (аноним или под псевдонимом, корпоративные работы) 25 лет с публикации (первая публикация более, чем 70 лет после смерти автора) | Да |
| Бонайре, Синт-Эстатиус и Саба                                                       | Годы жизни + 50 лет | | |
| Новая Зеландия                                                                      | Годы жизни + 50 лет (литература, драма, музыка):s. 22(1) | 50 лет с создания (компьютерные программы):s. 22(2) | Да:s. 22 |
| Никарагуа                                                                           | Годы жизни + 70 лет | | |
| Нигер                                                                               | Годы жизни + 50 лет | | |
| Нигерия                                                                             | Годы жизни + 70 лет (литература, музыка и художественные работы) | 70 лет с публикации (литература, музыка, художественные работы, кроме фотографий) 50 лет с публикации (фильмы и фотографии) 50 лет с публикации (записи звука) 50 лет с публикации (вещание) | Да |
| Норвегия                                                                            | Годы жизни + 70 лет Годы жизни + 15 лет, но не менее 50 лет после публикации | 70 лет после смерти автора. Если автор умер в 1940 году, то работа защищается до 1 января 2011 года. В коллективной или совместной работе срок считают с момента смерти самого долгоживущего из авторов. Для фильмов рассматриваются следующие авторы: главный режиссёр, автор сценария, автор диалога и композитор оригинальной музыки. 70 лет для анонимных работ от года, когда была создана работа. Если работы не опубликованы, издатель имеет право на авторское право в течение 25 лет с года публикации «Норвегия также имеет некоторые специфические законы, которые защищают „простые“ фотографии. [..] Норвежский закон Об авторском праве определяет два основных права для авторов: имущественные права и личные неимущественные права. [..] Норвежский закон Об авторском праве различает авторское право и смежные права. Только творческие и художественные произведения являются объектами авторского права. Некоторые другие виды работ находятся под защитой так называемых смежных прав.» | Да |
| Оман                                                                                | Годы жизни + 70 лет | 90 лет с года, следующего за годом публикации авторской работы 120 лет с года, следующего за годом публикации | Да |
| Пакистан                                                                            | Годы жизни + 50 лет | | Да |
| Палау                                                                               | Годы жизни + 50 лет | | |
| Панама                                                                              | Годы жизни + 50 лет | | |
| Papua New Guinea                                                                    | Годы жизни + 50 лет | | |
| Парагвай                                                                            | Годы жизни + 70 лет | | |
| Перу                                                                                | Годы жизни + 70 лет | | |
| Филиппины                                                                           | Годы жизни + 50 лет:s. 213.1 | 50 лет с публикации (фотографии), или 50 лет с создания, если работа не опубликована:s. 213.5 | Да:s. 214 |
| Польша                                                                              | Годы жизни + 70 лет | | |
| Португалия                                                                          | Годы жизни + 70 лет Годы жизни + 50 лет | | |
| Катар                                                                               | Годы жизни + 50 лет | | |
| Румыния                                                                             | Годы жизни + 70 лет | | |
| Российская Федерация                                                                | Годы жизни + 70 лет. Годы жизни + 74 года для тех, кто работал или воевал в годы Великой Отечественной войны 1941—1945 годов. Если автор подвергался репрессиям, то срок защиты отсчитывается с даты посмертной реабилитации автора + 70 лет (или 74 года). Срок в 70 лет (или 74 года), в соответствии с законом от 2004 года, применяется только для авторского права - для смежного права срок охраны произведений составляет 50 лет. Защита применяется, если срок действия авторских прав — годы жизни автора + 50 лет (или годы жизни + 54 года для тех, кто работал или воевал в годы Великой Отечественной войны) не истекает к 1 января 1993 года.. | 50 лет с публикации (радио и телевещание) 50 лет с создания, если произведение не было опубликовано или 50 лет с даты публикации (звукозаписи) 70 лет с даты публикации (анонимный автор) 70 лет с даты посмертной публикации, если произведение опубликовано в течение 70 лет с даты смерти автора 70 лет с публикации, если опубликовано до 3 августа 1993 года компанией (кино, телевидение, радио, сборники). Защищается охраноспособная часть работы. Все произведения, опубликованные до Великой Октябрьской социалистической революции (7 ноября 1917 года), считаются неохраняемыми и находящимися в общественном достоянии. | |
| Руанда                                                                              | | | |
| Остров Святой Елены                                                                 | Годы жизни + 50 лет | | |
| Сент-Китс и Невис                                                                   | Годы жизни + 50 лет | | |
| Сент-Люсия                                                                          | Годы жизни + 50 лет | | |
| Сент-Винсент и Гренадины                                                            | Годы жизни + 75 лет (Литература, драма, музыка) | 75 лет с публикации, если не опубликована — 50 лет с создания(sound recording or film):s. 9(1) 50 лет с создания(компьютерные программы):s. 8(4) 50 лет с создания (вещание); 50 лет после включения в кабельное вещание:s. 10(1) | Да:ss. 8–10 |
| Самоа                                                                               | Годы жизни + 75 лет | | |
| Сан-Марино                                                                          | Годы жизни + 50 лет | | |
| Сан-Томе и Принсипи                                                                 | Неизвестно | | |
| Саудовская Аравия                                                                   | Годы жизни + 50 лет | | |
| Сенегал                                                                             | Годы жизни + 70 лет | | |
| Сербия                                                                              | Годы жизни + 70 лет | | |
| Сейшельские Острова                                                                 | Годы жизни + 50 лет | 50 лет с публикации(audio-visual works):s. 9(1)(ii), (v) 25 лет с даты создания (декоративно-прикладное искусство):s. 9(1)(iv) | Да:s. 9(1) |
| Sierra Leone                                                                        | Годы жизни + 50 лет:s. 21 | 50 лет с публикации (фотографии, фильмы, вещание):s. 25 50 лет с создания (звукозапись):s. 23 | |
| Сингапур                                                                            | Годы жизни + 70 лет (кроме посмертных работ):s. 28(2) | 70 лет с публикации (посмертные работы, фотографии):s. 28(3), (6) 70 лет с публикации (звукозапись, фильмы):s. 92, 93 50 лет с даты создания (телевидение, вещание, кабельные программы):s. 94, 95 25 лет с публикации (опубликованные работы):s. 96 | Да:ss. 28, 92–96 |
| Синт-Мартен                                                                         | Годы жизни + 50 лет | | |
| Словакия                                                                            | Годы жизни + 70 лет | | |
| Словения                                                                            | Годы жизни + 70 лет | | |
| Соломоновы острова                                                                  | Годы жизни + 50 лет | | |
| Сомали                                                                              | unknown | | |
| Южная Африка                                                                        | Годы жизни + 50 лет (литература или музыкальные работы, художественные работы):s. 3(2)(a) | 50 лет с публикации, если не опубликована — 50 лет с создания (фильмы, фотографии, компьютерные программы):s. 3(2)(b) 50 лет с публикации (звукозапись, вещание, программы):s. 3(2)(c) | Да:s. 3 |
| Испания                                                                             | Годы жизни + 70 лет [Годы жизни + 80 лет (1879—1987)), Годы жизни + 60 лет (1987—1994)] | | Да:Art. 30 |
| Шри-Ланка                                                                           | Годы жизни + 70 лет | 70 лет с публикации, если не опубликована — 50 лет с даты создания (аудиовизуальные работы) 25 лет с публикации (декоративно-прикладное искусство) | Да |
| Судан                                                                               | Годы жизни + 50 лет:s. 13(2) | 25 лет с публикации (фотографии, фильмы, аудиовизуальные работы, авторы анонимные или под псевдонимом):s. 13(3)(a), (c) | |
| Суринам                                                                             | Годы жизни + 50 лет | 50 лет с публикации (анонимный автор или под псевдонимом) (art. 39) | Да |
| Свазиленд                                                                           | Годы жизни + 50 лет | | |
| Швеция                                                                              | Годы жизни + 70 лет | Да | |
| Швейцария                                                                           | Годы жизни + 70 лет, начиная с 1 июля 1993 года не задним числом, но годы жизни + 50 лет для компьютерных программ [Годы жизни + 50 лет (до изменения закона 1 июля 1993 года для умерших до 1942 года)] | 50 лет — права исполнителей:Art. 39 | Да:Art. 32 |
| Сирия                                                                               | Годы жизни + 50 лет:Art. 22 | 10 лет с даты создания (фотографии, предметы изобразительного искусства или пластических искусств):Art. 25 | |
| Тайвань                                                                             | Годы жизни + 50 лет (кроме посмертных произведений, впервые опубликованных от 40 до 50 лет после смерти авторов):Art. 30 | 50 лет с публикации (анонимный или под псевдонимом):Art. 32 50 лет с даты создания; 50 лет с даты создания, если нет опубликования (корпоративные работы; фотографии, аудиовизуальные работы, звукозапись):Arts. 33, 34 10 лет с публикации (посмертные работы, впервые опубликованные от 40 до 50 лет после смерти автора):Art. 30 | Да:Art. 35 |
| Таджикистан                                                                         | Berne, Авторское право в Таджикистане действует в течение всей жизни автора, переходит по наследству и действует в течение пятидесяти лет после смерти автора. При этом право авторства, право на имя и право на защиту репутации автора охраняются бессрочно. Авторское право на произведение, созданное в соавторстве, действует в течение всей жизни авторов и ещё пятьдесят лет после смерти автора, пережившего других соавторов. Авторское право на произведение, опубликованное анонимно или под псевдонимом, действует в течение пятидесяти лет после его опубликования.                                                                             | | |
| Танзания                                                                            | Годы жизни + 50 лет | | |
| Таиланд                                                                             | Годы жизни + 50 лет | 50 лет с публикации или 50 лет с даты создания, если произведение не опубликовано | |
| Восточный Тимор                                                                     | Годы жизни + 50 лет | | |
| Того                                                                                | Годы жизни + 50 лет | | |
| Тонга                                                                               | Годы жизни + 50 лет | | |
| Тринидад и Тобаго                                                                   | Годы жизни + 50 лет | | |
| Тунис                                                                               | Годы жизни + 50 лет | - Авторские права: - экономические права: право на публичное исполнение, трансляцию, вещание и др. - моральные права: право на обнародование, отзыв, признание авторства и др. - исполнительские права: закон не содержит положений относительно исполнителей. - право на вещание. | |
| Турция                                                                              | Годы жизни + 70 лет | | |
| Туркменистан                                                                        | Годы жизни + 50 лет | | |
| Тувалу                                                                              | Годы жизни + 50 лет | | |
| Уганда                                                                              | TRIPS | | |
| Украина                                                                             | Годы жизни + 70 лет [Годы жизни + 25 лет (1963—1994), Годы жизни + 50 лет (1994—2001)] | 70 лет с публикации (анонимный автор или под псевдонимом) 70 лет с публикации (публикация через 30 лет со смерти автора) | Да |
| Объединённые Арабские Эмираты                                                       | Годы жизни + 50 лет | | |
| Великобритания                                                                      | Годы жизни + 70 лет Если создано в соавторстве, то годы жизни до смерти последнего автора + 70 лет:s. 12 Для фильмов, годы жизни + 70 лет с даты смерти последнего из: главного режиссёра, автора сценария, автора диалогов или композитора музыки, специально созданной и используемой в фильме.:s. 13B | 70 лет, если автор аноним, 70 лет после создания (звукозаписи). Записи, которые стали общественным достоянием до 1 января 2013 года не защищаются авторским правом. 50 лет с года создания:s. 14 | Да:s. 12, 13 |
| США                                                                                 | Годы жизни + 70 лет (работы опубликованы с 1978 года или посмертно) | Для служебных произведений — 95 лет с публикации, 120 лет с даты создания (анонимные работы, под псевдонимом, опубликованные с 1978 года) 95 лет с даты публикации для работ, опубликованных в 1964—1977 годах; 28 лет, если авторское право не продлено, или 95 лет с даты публикации для работ, опубликованных в 1923—1963 годах (Авторские права до 1923 года с истекшим сроком годности, не включая авторские права на звуковые записи, опубликованные до 15 февраля 1972 года охраняются только в рамках государственных законов.) | Да |
| Всемирная конвенция об авторском праве                                              | Годы жизни + 25 лет | 25 лет с публикации (есть конкретные работы, защита которых не основана на дате смерти автора) 10 лет (фотографии или предметы декоративно-прикладного искусства) | |
| Уругвай                                                                             | Годы жизни + 50 лет | | |
| Узбекистан                                                                          | По закону от 20 июля 2006 года об авторском праве Узбекистана юридически авторское право действует в течение окончания срока семидесяти лет после смерти его создателя. Его неимущественные права, то есть право быть названным автором является бессрочным. | | |
| Вануату                                                                             | Годы жизни + 50 лет | 25 лет после создания работы 50 лет после последней из дат: - даты, когда работа выполнена; - даты, когда произведение становится доступным для общественности; - даты первой публикации (для произведений, опубликованных анонимно или под псевдонимом, коллективных работ и аудиовизуальных произведений) 50 лет после смерти последнего из авторов, если произведение создано в соавторстве | Да |
| Ватикан                                                                             | Годы жизни + 70 лет | | |
| Венесуэла                                                                           | Годы жизни + 60 лет:Art. 25 | 60 лет с даты производства; 60 лет с даты создания, если не опубликовано (аудиовизуальные работы, вещание, компьютерные программы):Art. 37 60 лет с публикации (анонимный или под псевдонимом):Art. 27 | Да:Arts. 25–27 |
| Вьетнам                                                                             | Berne | | |
| Йемен                                                                               | Годы жизни + 30 лет | • 10 лет c даты издания с 1 января года, следующего за годом издания, фотографии; • 25 лет начиная с даты изготовления и с 1 января года производства — на кинофильм или телевизионный фильм. После истечения срока действия авторского права, работы "«могут» быть объявлены в собственности государства. | |
| Замбия                                                                              | Годы жизни + 50 лет | | |
| Зимбабве                                                                            | Годы жизни + 50 лет:s. 5(3), 6(3)(a) | 50 лет с публикации (фотографии):s. 6(3)(b) 50 лет с создания (звукозаписи):s. 16(2) 50 лет с публикации (фильмы, трансляции):s. 17(2), s. 18(2) | Да:s. 6, 16–18 |